# Nathan W. Hale
Nathan Wesley Hale, född 11 februari 1860 i Scott County i Virginia, död 16 september 1941 i Alhambra i Kalifornien, var en amerikansk republikansk politiker. Han var ledamot av USA:s representanthus 1905–1909.
Hale arbetade som lärare i Virginia och flyttade 1878 till Knoxville i Tennessee. År 1905 efterträdde han Henry R. Gibson som kongressledamot och efterträddes 1909 av Richard W. Austin. Hale avled 1941 och gravsattes på Rose Hills Memorial Park i Whittier i Kalifornien.